# Hideo Miyata
Hideo Miyata (jap. 宮田 英夫, Miyata Hideo; * 1943) ist ein japanischer Jazzmusiker (Sopran- und Tenorsaxophon, Flöte, auch Harmonika, Perkussion).
Miyata spielte in der japanischen Jazzszene ab Mitte der 1960er-Jahre u. a. in den Bands von Sadao Watanabe, mit dem Ende 1966 erste Aufnahmen entstanden (Jazz & Bossa), außerdem mit Masabumi Kikuchi, Kazuo Yashiro und Yoshiaki Masuo, in dem folgenden Jahrzehnt auch mit Ryo Kawasaki, Terumasa Hino, Yoshio Suzuki, Kohsuke Mine, Mikio Masuda, Hideto Kanai (Ode to Birds) und Masahiko Togashi. Mit Kikuchi spielte er 1972 im Gil Evans Orchester. Im Bereich des Jazz war er zwischen 1966 und 1977 an 32 Aufnahmesessions beteiligt.